# Батков, Максим Юрьевич
Максим Юрьевич Батков (род. 29 марта 1979, Новокузнецк, Кемеровская область) — российский хоккеист, вратарь. Мастер спорта России (по другим данным — кандидат в мастера спорта).

## Биография
Воспитанник новокузнецкого «Металлурга» (тренеры Сергей Григорьевич Перфильев и Олег Сергеевич Суздаленко), до десяти лет тренировался в поле. С сезона-1995/96 — игрок «Металлурга-2». 4 февраля 1999 года провёл матч за «Металлург» — в домашнем матче Суперлиги против «Рубина» (7:0) за две минуты до конца игры заменил Вадима Тарасова. Сезон-2001/02 провёл в «Шахтёре» Прокопьевск, затем на один год вернулся в «Металлург-2». Два сезона отыграл за «Мотор» Барнаул. После распада команды вернулся в Новокузнецк и в сезоне-2005/06 сыграл 9 матчей в первой команде и 12 — во второй. Сезон-2006/07 начал в московском «Динамо». 28 сентября в гостевом матче Суперлиги против «Северстали» (3:7) в середине второго периода при счёте 2:5 заменил Сергея Звягина, проведя единственный матч за клуб. 3 октября в матче с ХК МВД, находясь на скамейке запасных, получил сильный удар шайбой в лобно-теменную область после отскока шайбы от ограждения. Получил сотрясение мозга, восстанавливался три месяца. За это время в команду взяли другого вратаря, и Батков перешёл в ХК «Дмитров». Играл за «Кристалл» и «Кристалл-2» (Саратов, 2007/08, по два матча), «Ермак» и «Ермак-2» (Ангарск, 2009/10), «Алтай» Барнаул (2011/12).
В марте 2012 года читателями ИА «Атмосфера» был признан лучшим игроком ХК «Алтай» в сезоне.
Тренер команды «Легион» (Углегорск).